# Paul Young (Desperate Housewives)
Pour les articles homonymes, voir Paul Young (homonymie) et Young.
Paul Young est le nom d'un personnage fictif du feuilleton Desperate Housewives, joué par Mark Moses.

## Histoire du personnage

### Saison 1
Paul Young apparaît comme un homme froid et mystérieux. Il est le mari de Mary Alice Young, une femme au foyer très aimée de leur quartier et sont tous les deux parents d'un adolescent. Il est frappé par le suicide de sa femme lors du premier épisode, cette dernière ayant mis fin à ses jours à la suite d'une lettre de chantage lui étant adressée. 
Une dizaine d'années auparavant, Deirdre Taylor, une ancienne patiente toxicomane de Mary Alice, frappe à leur porte, déterminée à récupérer Zach, qui est en réalité son fils biologique. On apprend dans ce flashback que le couple vivait en Utah et se prénommait Todd et Angela Forrest. Deirdre alors sous l'emprise de drogues, propose à Mary Alice son bébé nommé Dana, contre de l'argent. Ne pouvant pas avoir d'enfant le couple accepte, change de nom et déménage à Fairview. Désormais sevrée, Deirdre retrouve le couple et Mary Alice, voulant protéger son fils, la tue accidentellement dans leur salon. Paul et Mary Alice cachent son corps dans un coffre à jouets qu'ils enterrent par la suite dans leur jardin, avant d'y faire construire une piscine.  
Plus tard, Paul découvre la lettre de chantage envoyée à Mary Alice et comprend qu'elle est à l'origine de son suicide. Il décide donc de mener une enquête qui le conduit vers Martha Huber, qui se révèle en être l'auteure. Pour venger sa femme, il tue celle-ci en l'étranglant puis l'enterre dans la forêt.
Avec l'aide de Felicia Tilman, la sœur de Martha, Mike Delfino découvre que Paul et Mary Alice ont tué Deirdre Taylor. Mike emmène Paul Young dans le désert avec l'intention de le tuer, lorsqu'il découvre que Zach est en fait son fils biologique que Deirdre a eu lorsqu'ils étaient fiancés.

### Saison 2
Felicia Tilman ne renonce pas à faire payer Paul pour le meurtre de sa sœur, Martha, qu'elle détestait pourtant. Elle essaye en révélant à Noah Taylor que sa fille Deirdre a été tuée par Paul. Noah Taylor paye un policier véreux, Sullivan, pour tuer Paul, mais celui-ci échappe au piège qui lui est tendu.
Toujours déterminée à se venger, Felicia mène la vie dure à Paul Young, avant de monter une machination pour faire croire qu'elle a été tuée par Paul. Elle répand son propre sang dans la maison de Paul et se coupe volontairement deux doigts qu'elle pose à l'arrière de la voiture de Paul. Paul est arrêté par la police et envoyé en prison.

### Saison 3
Dans la saison 3, Paul Young n'apparaît qu'à partir de l'épisode 11 quand Mike Delfino est emprisonné pour le meurtre de Monique Pollier. Paul  essaie de gagner la confiance de  Mike en le sauvant de deux détenus. Paul veut voir Zach pour lui demander de l'aide. Mais un gardien révèle à Mike la supercherie. Une fois sorti de prison, Mike parvient tout de même à obtenir de Zach qu'il voit son père adoptif en prison. Entrevue sans lendemain, Zach refuse de l'aider.

### Saison 7
Paul Young refait surface à la fin de la saison 6. Il s'apprête à emménager dans la maison de Susan et Mike, qu'ils ont louée pour cause de problèmes financiers. Il y emménage avec sa femme, Beth. Il veut se venger des habitants de Wisteria Lane qui ne l'ont pas soutenu durant son procès. Pour arriver à ses fins, il y rachète de nombreuses maisons afin de former un quartier de réinsertion pour prisonniers en liberté conditionnelle. Ce projet ne plaît pas aux habitants de Wisteria Lane qui vont tenter de l’empêcher. Pendant l'épisode 10, une manifestation menée par Lynette et visant à protester contre l'initiative de Paul manque de détruire le quartier. À la fin de l'épisode, Paul Young reçoit une balle en pleine poitrine. On découvrira plus tard que l'arme utilisée appartenait à sa défunte femme Marie-Alice et a été utilisée par Zach. Plus tard, sa femme Beth qu'il a quittée lorsqu'il a découvert qu'elle était la fille de Felicia Tilman se suicide de la même façon que l'avait fait Mary Alice, en se tirant une balle dans la tête. Paul a donc perdu ses deux femmes de la même manière. Felicia sort de prison peu après la mort de Beth et veut se venger de Paul, elle prétend vouloir faire la paix pour le piéger plus tard. Après que Susan l'a sauvé de Felicia, Paul commence à étrangler sa ravisseuse, mais Susan lui dit « Tu n'es pas un assassin », Paul lâche alors Felicia qui s'enfuit, Paul avoue cependant à Susan qu'il est bien l'assassin de Martha Huber, mais il veut redevenir l’homme qu’il était. Il appelle alors la police pour se confesser et est arrêté.

### Saison 8
Bree va voir Paul en prison pour en savoir plus sur la lettre qu'avait reçue Mary-Alice 12 ans auparavant. Elle accuse Paul de lui avoir envoyé une lettre similaire mais il affirme qu'il est innocent et il lui dit quelles sont les personnes qui savent pour la lettre de Mary-Alice. Lorsque Bree rentre chez elle, Paul l'appelle et lui dit qu'il y avait un policier à qui il en a parlé et lui dit qu'il avait un nom court comme « pence ou vince », c'est alors que Bree lui demande si c'était Chuck Vance et Paul affirme que c'était bien ce nom. C'est la dernière fois qu'il apparaît dans la série.